# Wilanowský palác
Wilanowský palác (někdy nazývaný též Villa Nova) je zámecký areál zbudovaný roku 1679 v polském hlavním městě Varšavě. Zbudován je v barokním slohu a stavba samotná je zasazena do rozsáhlých zahrad, které jsou považovány za jedny z nejhezčích v celém Polsku. Areál si pro svůj odpočinek oblíbil král Jan III. Sobieski, jenž vedl vojska, která roku 1683 osvobodila Vídeň od turecké nadvlády. Po šlechticově smrti měnil zámek své majitele pocházejících rovněž ze šlechtických kruhů. Noví majitelé objekt přestavovali a upravovali. Zámek se stal posledním šlechtickým sídlem, které bylo v Polsku po druhé světové válce znárodněno.
Mezi majitele zámku se řadila i rodina Czartoryských, které se podařilo shromáždit širokou sbírku uměleckých předmětů. Sbírku společně se zámkem nakonec rodina odkázala městu Krakov. Přestože byla nejcennější z děl buď rozkradena nebo zničena, přečkal vlastní zámek boje druhé světové války bez významnějšího poškození. Po válce se v něm nachází jedna z největších sbírek portrétů na území Polska, jejíž jednotlivé obrazy vznikaly mezi šestnáctým a devatenáctým stoletím. K nejokázalejším místnostem v zámku se řadí Velký karmínový sál, jenž původně sloužil jako jídelna, avšak postupně byl přeměněn na galerii.
Do areálu zámku se vstupuje branou vyzdobenou dvěma alegorickými postavami, z nichž jedna zpodobňuje mír a druhá válku. I samotný palác je ozdoben plastikami, z nichž některá odkazují na Sobieského vojenské úspěchy, jiné zas zachycují počestnosti. Zahrady zámku i palác jsou přístupné zdarma ve čtvrtek, zahrady jsou částečně bezbariérové.